# Siège de Jérusalem (701 av. J.-C.)
Pour les articles homonymes, voir Siège de Jérusalem.
Le siège de Jérusalem ou l'attaque de Jérusalem se déroula en 701 av. J.-C.. Il opposa l'armée assyrienne, commandée par Sennachérib, à la ville de Jérusalem, capitale du royaume de Juda.
Après avoir fait tomber Lakish, Sennachérib dirige ses forces vers Jérusalem pour en finir définitivement avec la révolte des Judéens.

## Contexte historique
À la suite de la mort de Sargon II en 705 av. J.-C., les peuples des royaumes annexés sous son règne se révoltent. Son fils Sennachérib fait face à deux révoltes majeures : une en Babylonie du sud, l'autre en Phénicie et Palestine.
En 703 av. J.-C., après avoir vaincu Merodach-baladan II à Kish en Babylonie, il dirige son armée vers la Palestine.
Ézéchias, roi du Royaume de Juda, ayant refusé de verser son tribut à l’Empire Assyrien va demander l'aide de l'Empire de Royaume de Koush. Il prend sans doute la tête de la révolte en Palestine, regroupant les cités-États d'Ascalon et d'Éqron, avec le soutien du Roi Taharqa de Koush. Le roi de Tyr et la Philistie sont aussi aux côtés d'Ézéchias dans cette révolte.
Dès lors Sennachérib va assiéger plusieurs villes fortifiées du royaume de Juda - les annales assyriennes en mentionnent 46. Fort de son succès à Lakish, il masse son armée aux pieds des murailles de la capitale, Jérusalem.
Durant son règne, Ézéchias a vraisemblablement fait construire des fortifications, notamment à Ophel, et un tunnel de 533 mètres (que l'archéologie a retrouvé) pour permettre l'approvisionnement en eau depuis la source de Gihon au bassin de Silwan dans la cité de David.

## Les sources
Cet évènement est présenté par les annales assyriennes, notamment le cylindre de Rassam et le prisme de Taylor (connu désormais aussi comme le prisme de Chicago),.
La Bible parle de l'évènement à plusieurs reprises :
- En 2 Rois 18:13-19:37; 20:6
- En Isaïe 1:7-9; 22:9-11a; 29:1-8; 31:4-9; 36-37; 38:5b-6
- En Michée 1:8-16
- En 2 Chroniques 32:1-23

Cet évènement est aussi mentionné par Hérodote, ainsi que par Flavius Josèphe, qui cite aussi Bérose.

## Le siège de Jérusalem
Le deuxième livre des Rois présente aux chapitres 18 et 19 la version judéenne des évènements. Face à l'armée et à la détermination du roi d'Assyrie, Ézéchias aurait proposé alors de verser un important tribut, employant pour cela les richesses du Temple de Jérusalem.
« Ézéchias, roi de Juda, envoya dire au roi d'Assyrie à Lakis : J'ai commis une faute ! Éloigne-toi de moi. Ce que tu m'imposeras, je le supporterai. Et le roi d'Assyrie imposa à Ézéchias, roi de Juda, trois cents talents d'argent et trente talents d'or. »
Bien que le prophète Isaïe exhorte à résister, Ézéchias n'obtient le départ des Assyriens qu'au prix de concessions exorbitantes. Les annales assyriennes confirment ce fait, mais diffèrent sur les détails de l'énorme tribut versé. Selon elles, il s'agirait de trente talents d'or et de 800 talents d'argent. Elles citent aussi la déportation des filles, du harem et des musiciens d'Ézéchias, ainsi que la perte d'une partie de son territoire.
La version de 2 Rois 18:13-16 (histoire A) présente donc la défaite de Juda face à l'Assyrie. Cette vision se recoupe avec les annales assyriennes, et est certainement écrite peu de temps après les évènements. Ce texte décrit le tribut pris du temple de Jérusalem et donné à l'assaillant.
La seconde version, que l'on trouve en 2 Rois 18:17-19:37 (histoire B) - et qui est appuyée par Isaïe chapitres 36 et 37 - présente une histoire drastiquement opposée. En effet, elle se termine par la victoire de Juda et l'assassinat de Sennacherib. Certains des évènements (notamment la mort de Sennacherib) et certains personnages mentionnés (notamment Tirhaha, roi d’Éthiopie) laissent à penser que ce texte a été écrit bien après les évènements.
D'après cette deuxième version, ainsi que celle des Chroniques, l'histoire se termine par une catastrophe pour l'armée assyrienne : l'ange de Yahweh aurait fait périr 185 000 Assyriens, puis Sennacherib serait rentré à Ninive où il serait mort peu après.
Les chiffres mentionnés par la Bible sont exagérés, tout comme les annales assyriennes elles-mêmes, qui mentionnent la déportation de 200 150 personnes de Juda. Certains assyriologues et biblistes pensent que la Bible aurait fondu en un seul récit deux campagnes, dont la deuxième, que les Assyriens auraient passée sous silence à cause de leur défaite, aurait eu lieu peu après,,. Pour les autres, les documents assyriens et babyloniens montrent qu'il n'y a aucune connexion entre la campagne en Juda et la mort de Sennacherib 20 ans plus tard. En fait, c'est Ézéchias et non Sennacherib qui meurt peu après la campagne (vers 699 ou 698 av. J.-C.). De plus, autant le livre des Rois que celui d'Isaïe, ainsi que les annales assyriennes, admettent les dommages considérables que la campagne a eu sur le royaume de Juda.

## La conclusion de la campagne
Malgré plusieurs défaites et de lourdes pertes, l'Assyrie a durement vaincu les rébellions. La capitale de la Judée n'a pas été conquise mais le royaume est réintégré dans l'Empire. Il possède cependant une certaine autonomie jusqu'à la capture de Jérusalem en 587 av. J.-C. par les troupes babyloniennes de Nabuchodonosor II.